# Grace Park
Grace Park (Los Angeles, 14 marzo 1974) è un'attrice statunitense naturalizzata canadese di origini coreane.
È conosciuta soprattutto per la parte di Sharon Valerii (e le diverse varianti di Numero Otto), un cylon umanoide in Battlestar Galactica, nel ruolo di Shannon Ng nella teen soap Edgemont e nel ruolo di Kono nella fiction poliziesca Hawaii Five-0.

## Biografia
Nata a Los Angeles, si è trasferita in Canada con la famiglia quando aveva solo 22 mesi di vita. Parla inglese e comprende la lingua coreana. Dal 2005 vive a Vancouver con il marito Phil Kim.
La sua carriera è incominciata nel 2000 con la serie televisiva The Immortal. È stata protagonista di altre serie: Battlestar Galactica, Edgemont e Hawaii Five-0. Ha effettuato numerose apparizioni in altre serie televisive per un totale di venti apparizioni. Dal 2012 al 2018 è stata vittima della setta NXIVM di cui è stata membro. 
Nella sua carriera ha recitato al cinema, ricoprendo prevalentemente ruoli secondari.

## Filmografia

### Cinema
- Romeo deve morire (Romeo must die), regia di Andrzej Bartkowiak (2000)
- West 32end, regia di Michael Kang (2007)
- Run Rabbit Run, regia di Kate Twa (2008)
- Freaks, regia di Zach Lipovsky e Adam B. Stein (2018)

### Televisione
- Oltre i limiti (The Outer Limits) – serie TV, episodi 3x1-7x15 (1997-2001)
- The Immortal – serie TV, 5 episodi (2000-2001)
- Stargate SG-1 – serie TV, episodio 5x13 (2001)
- Battlestar Galactica, regia di Michael Rymer – miniserie TV (2003)
- Edgemont – serie TV, 69 episodi (2001-2005)
- Battlestar Galactica – serie TV, 73 episodi (2004-2009)
- Battlestar Galactica: Razor, regia di Félix Enríquez Alcalá – film TV (2007)
- Battlestar Galactica: The Plan, regia di Edward James Olmos – film TV (2009)
- CSI: Crime Scene Investigation – serie TV, episodio 9x20 (2009)
- The Cleaner – serie TV, 26 episodi (2008-2009)
- The Border – serie TV, 24 episodi (2009-2010)
- Human Target – serie TV, 1 episodio (2010)
- Hawaii Five-0 – serie TV, 168 episodi (2010-2017)
- MacGyver – serie TV, episodio 1x18 (2017)
- Un milione di piccole cose (A Million Little Things) – serie TV (2018-2023)

### Videogiochi
- Command and the conquer - Tiberium Wars - Sandra Telfair

## Doppiatrici italiane
Nelle versioni in italiano delle opere in cui ha recitato, Grace Park è stata doppiata da:
- Federica De Bortoli in Battlestar Galactica, Hawaii Five-0, MacGyver
- Tiziana Avarista in Stargate SG-1
- Jolanda Granato in Edgemont
- Debora Magnaghi in The Cleaner